# Kloub (Pohorovice)
Kloub je vesnice, část obce Pohorovice v okrese Strakonice v Jihočeském kraji, s níž na západě těsně sousedí. Nachází se necelých pět kilometrů severozápadně od Vodňan a pět kilometrů jihozápadně od Protivína. Kloub je také název katastrálního území o rozloze 2,68 km². V katastrálním území Kloub leží též osada Radany.

## Historie
Nejstarší písemná zmínka o vsi Kloub pochází z 1. ledna 1336, kdy král Jan Lucemburský udělil Vodňanům privilegium s darem poloviny Kloubu (tehdy psáno "Chlub") a několika dalších vesnic. Zajímavá je zpráva z počátku husitství, kdy v roce 1416 byla přepadena a vypálena písecká fara. V seznamu útočníků se nacházejí také obyvatelé Kloubu.
Z roku 1490 pochází nejstarší urbář hlubockého panství. Kloub je zde zapsán pod správou rychty v nedalekých Chvaleticích. Z hlubockého urbáře pro rok 1490 se lze dozvědět, že zde žili tito osedlí: Jan, Daněk (držel dvě usedlosti), Mácha, Vít, Ouhleda, Heryně, Kohút, Janek, Hustý, Kropáč, Dubec, Vácha a Velek. Majitelem hlubockého panství se po králi stal podnikavý šlechtic Vilém z Pernštejna a na Helfštýně, který je koupil za 24 tisíc uherských zlatých.
Poté byl Kloub značnou část 16. století v majetku nižší šlechty (Vamberští z Rohatce, Čejkovští z Čejkova). Roku 1562 koupil hlubocké panství šlechtic Jáchym z Hradce. Roku 1590 patřil Kloub na krátkou dobu královskému městu Písku, ale roku 1640 byl prodán Mikuláši Dionýsovi Radkovci z Mirovic. Následně se Kloub dostal do majetku hrabat z Vrtby a tento rod jej roku 1700 prodal k schwarzenberskému protivínskému panství, ke kterému patřil až do první pozemkové reformy roku 1921. Po roce 1700 se stal Kloub součástí obce Pohorovice.

## Obyvatelstvo
| Rok            | 1869 | 1880 | 1890 | 1900 | 1910 | 1921 | 1930 | 1950 | 1961 | 1970 | 1980 | 1991 | 2001 | 2011 | 2021 |
| -------------- | ---- | ---- | ---- | ---- | ---- | ---- | ---- | ---- | ---- | ---- | ---- | ---- | ---- | ---- | ---- |
| Počet obyvatel | 173  | 149  | 160  | 153  | 150  | 134  | 127  | 76   | 59   | 45   | 39   | 37   | 40   | 35   | 39   |
| Počet domů     | 20   | 20   | 23   | 23   | 24   | 22   | 24   | 27   | 27   | 13   | 14   | 23   | 25   | 26   | 26   |

## Obecní správa
Při sčítání lidu v letech 1850–1870 Kloub byl osadou obce Křtětice v okrese Písek. V letech 1880–1952 byl samostatnou obcí, se kterým patřil nejprve do okresu Písek, ale v roce 1950 v okrese Vodňany. V letech 1953–1980 byl znovu částí obce Křtětice v okrese Strakonice. Od 1. dubna 1980 do 23. listopadu 1990 byl částí města Vodňany v okrese Strakonice. Od 24. listopadu 1990 je opět částí obce Pohorovice v okrese Strakonice.

## Kdanský dvůr

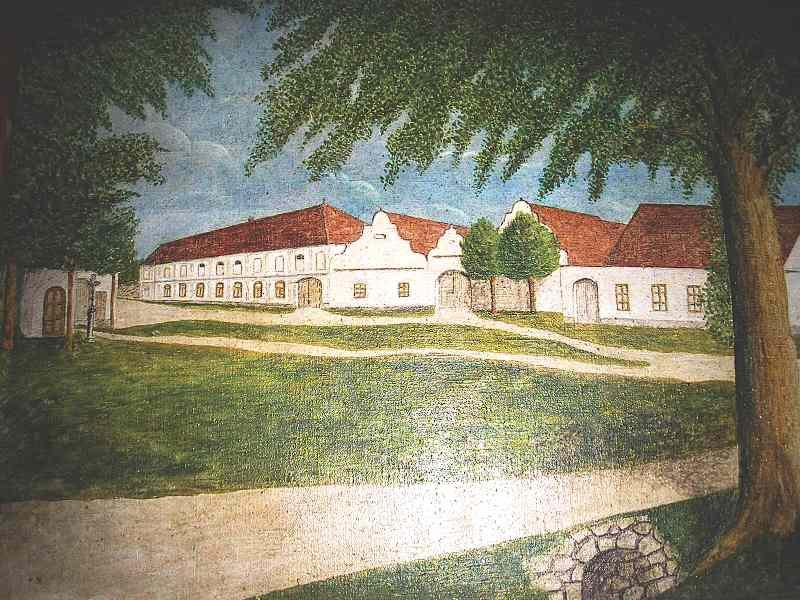
Kdanský dvůr kolem roku 1920

Kdanský dvůr či Kdaňkovský dvůr (dnešní čp. 4 a 20) byl od pradávna svobodný, jeho majitel byl tzv. svobodník. Ke Kdanskému dvoru náležely dva lány polností, což je převedeno na dnešní míru zhruba padesát hektarů.
Prvním známým zde usazeným svobodníkem byl Václav nebo také Vaněk Daněk, který v roce 1534 svědčil spolu s Machem z Lidmovic a Jarošem ze Skočic zemanovi Šimkovi z Javornice, a to při příležitosti koupě dvou rybníků – Hlubokého a Zámeckého při královském městě Vodňany. V roce 1603 zde hospodařil svobodník Matěj Daněk, jehož potomci zde hospodařili až do roku 1713 (roku 1654 je uváděn v Berní rule svobodník Jakub Daněk, který vlastnil 45 strychů polí a větší počet dobytka, roku 1667 Šimon Kdaněk). Po roce 1713 došlo na nějakou dobu k zániku svobodství, majitelé se ale dále střídali.

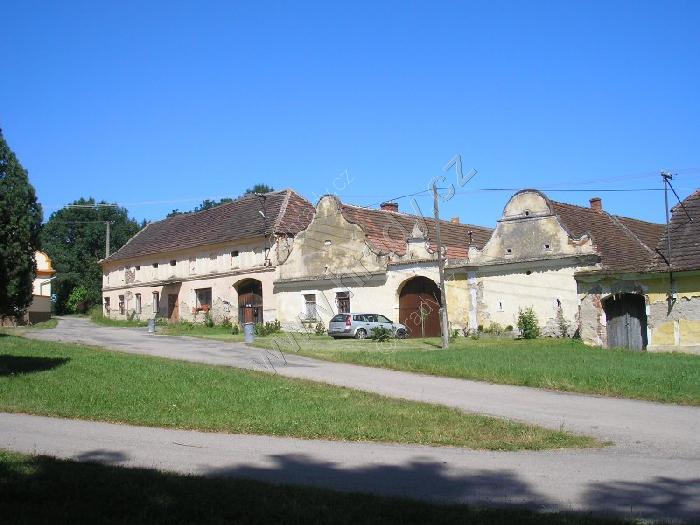
Kdanský dvůr

Dne 26. září 1764 koupila protivínská vrchnost (Schwarzenbergové) od vídeňského měšťana Antonína Malého svobodný dvůr v hodnotě 6 000 zlatých. Dne 31. května 1774 zakoupil dvůr „Kdaňský“ František de Spatzierer, vrchní ředitel buquoyského panství. Roku 1778 se uvádí svobodník Jan Mannlicher. Roku 1800 se krátce píše jako majitel Kdanského dvora baron Josef Bechyně z Lažan. Roku 1802 se na dvoře uvádí Adalbert Mück (Mick), pensionovaný nadporučík koburgského dragounského pluku, který však nebyl majitelem dvora. Mezi léty 1800-1802 totiž přešel dvůr č.p. 4 na bratry Václava a Martina Štěpánky z Tourova a v tomto rodě zůstal statek až do roku 1956, kdy byl zkolektivizován a majitelé vyhnáni.
Kdanský dvůr byl mezi lety 1822–1830 rozdělen na dvě stejné části, čímž vzniklo nové čp. 20, jehož majitelem byl Jakub Klíma a které si zachovalo ráz selského baroka. Ke svobodství v Kloubu patřily také chalupy čp. 21 a 8, kde se říkalo V Židovně. Jak vyplývá ze samotného pojmenování chalup, bydlela zde židovská rodina, která vyráběla tzv. „flůs“ neboli draslo, základní bázi pro výrobu mýdel (svobodníci měli právo na svých dvorech usadit židovské obyvatelstvo a mít i vlastní poddané). Svobodníci z Kloubu a sousedních Pohorovic často vedli spory s protivínskými Schwarzenbergy týkající se práva lovu na svých pozemcích. Organizačně spadali pod tzv. svobodnickou čtvrť, kterou zastupoval starosta svobodníků sídlící v Klášterském Mlýně u Kašperských Hor.

## Pamětihodnosti
- Kaple Panny Marie, na návsi
- Usedlosti čp. 3, 12, 20 a 23 (chráněny coby kulturní památky ČR)